# Torsten Gislén

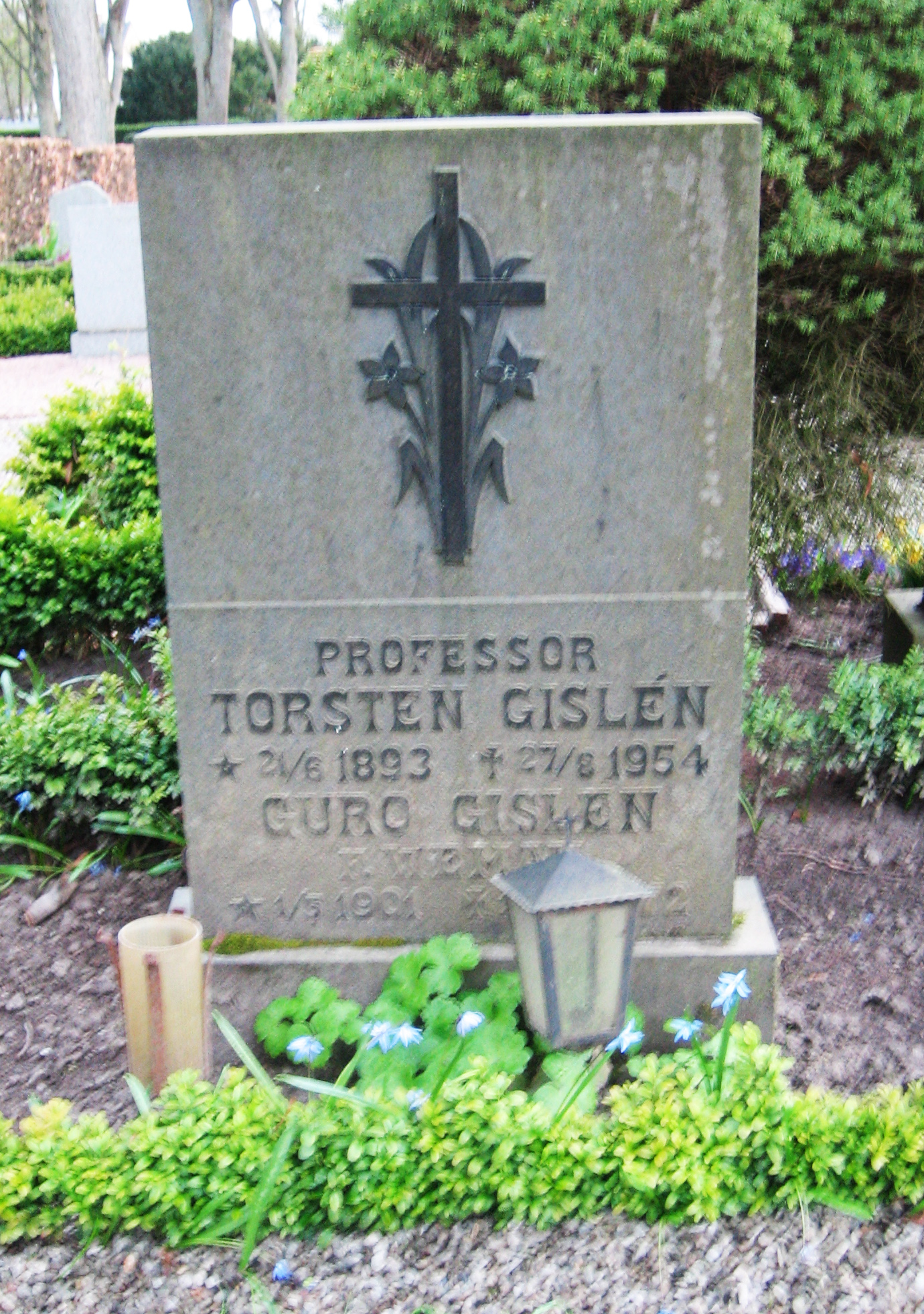
Torsten Gisléns gravsten på Norra kyrkogården i Lund.

Torsten Richard Emanuel Gislén, född 21 juni 1893 i Kalmar stadsförsamling, död 27 augusti 1954 i Lunds domkyrkoförsamling, var en svensk zoolog och professor vid Lunds universitet. 

## Biografi
Gislén var äldste son till landskamreraren Knut Gislén och Anna Dandenelle. Ett lyckligt familjeliv med starkt religiös prägel utgjorde hans uppväxtmiljö, vilket lade grunden för hans livsinställning. Gislén ärvde sin fars intresse för naturen och far och son gjorde ofta exkursioner i trakten kring Kalmar. 
I samband med att fadern blev landskamrerare i Jönköping flyttade familjen dit 1907. Efter studentexamen 1911 kom Gislén till Uppsala för studier i botanik. Efter att ha avlagt filosofisk ämbetsexamen 1916 gick dock studieintresset över på zoologi, vilket resulterade i en licentiatavhandling 1921 och en doktorsavhandling 1924, varefter han samma år blev docent. Doktorsavhandlingen omfattade en ingående behandling av såväl nu levande som fossila liljestjärnor eller crinoidéer. Men redan före disputationen hade Gislén hunnit publicera två bearbetningar av crinoidésamlingar, hemförda av svenska zoologer från Australien och Japan. I alla dessa liksom i talrika senare publikationer, den sista behandlande liljestjärnorna från Svenska djuphavsexpeditionen med Albatross, dokumenterade sig Gislén som samtidens främste kännare av denna djurgrupp. År 1924 gjorde han ett antal dokumenterade men misslyckade försök att ta sig in i Lummelundagrottan. År 1932 blev Gislén professor i zoologi i Lund och föreståndare för limnologiska institutionen där och dess fältlaboratorium i Aneboda. 
Gislén var specialiserad på grodor och kräldjur men studerade även exempelvis tagghudingar. Han företog omfattande internationella forskningsresor, från vilka han lämnat livliga skildringar i sitt populära författarskap, bland annat Den uppgående solens land (1933), Från Hawaiis stränder till New Yorks skyskrapor (1935) och Från Filippinerdjupen till Västaustralien (1955).
Gislén var gift med Guro Weman, född i Bergen och dotter till direktören Klas Weman och Johanne Bergh. Gisléns gravvård finns på Norra kyrkogården i Lund.

## Onlineskrifter
- Crinoids from Dr. S.Bock's expedition to Japan 1914